# Illumination (företag)
Illumination (tidigare Illumination Entertainment) är en amerikansk datoranimeringsstudio, grundad 2007 av Chris Meledandri. Studion har ett exklusivt finansierings- och distributionssamarbete med filmbolaget Universal Pictures.

## Långfilmsproduktion
Samtliga producerade i samarbete med Universal Pictures.
- Dumma mej (Despicable Me, 2010)
- Hopp (Hop, 2011)
- Lorax (The Lorax, 2012)
- Dumma mej 2 (Despicable Me 2, 2013)
- Minioner (Minions, 2015)
- Husdjurens hemliga liv (The Secret Life of Pets, 2016)
- Sing (2016)
- Dumma mej 3 (Despicable Me 3, 2017)
- Grinchen (The Grinch, 2018)
- Husdjurens hemliga liv 2 (The Secret Life of Pets 2, 2019)
- Sing 2 (2021)
- Minioner: Berättelsen om Gru (Minions: The Rise of Gru, 2022)
- Super Mario Bros. Filmen (The Super Mario Bros. Movie, 2023)
- Änder (Migration, 2023)
- Dumma mej 4 (Despicable Me 4, 2024)
- Super Mario Bros. Filmen 2 (The Super Mario Bros. Movie 2, 2026)
- Minioner 3 (Minions 3, 2027)